# Wolfenstein RPG
Wolfenstein RPG est un jeu vidéo de rôle et de tir à la première personne développé par id Software et édité par EA Mobile, sorti en 2008 sur J2ME, BREW et iOS.

## Système de jeu
Le jeu reprend les mécaniques de Doom RPG.